# Jérôme Minière

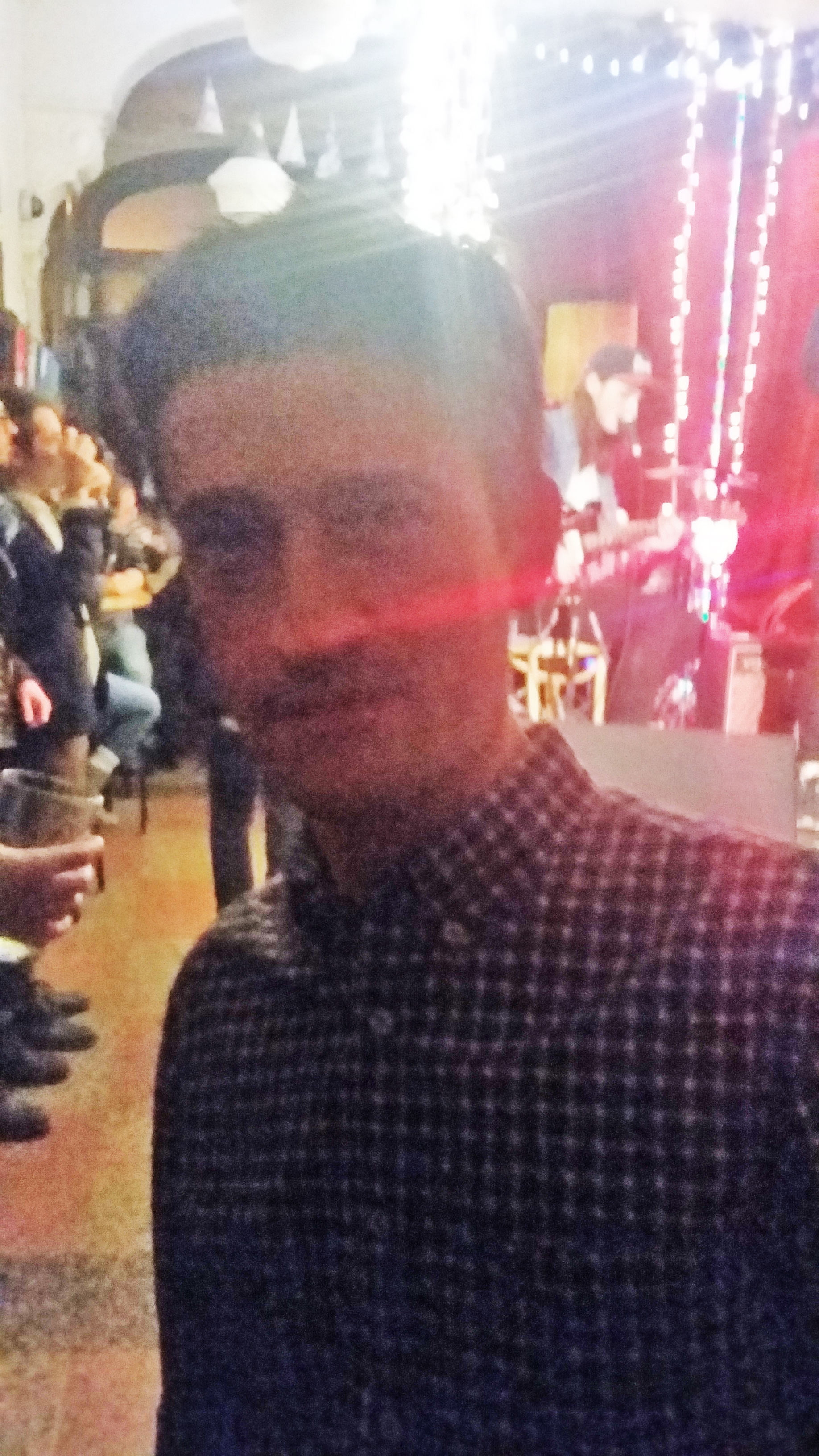
Jérôme Minière

Jérôme Minière (* 27. März 1972 in Orléans, Frankreich) ist ein französischer Sänger und Instrumentalmusiker, der mittlerweile in Montreal, Kanada wohnt. Außerdem ist er als Autor und Regisseur von Kurzfilmen und als bildender Künstler tätig. Er gilt als einer der frühen Protagonisten der Nouvelle scène française (Nouvelle chanson).

## Biografie
Jérôme Minière wuchs in Orléans auf. Er studierte in Brüssel an einer Filmhochschule und wurde dort von Dominique A dazu motiviert, seine ersten Demo-Aufnahmen an die Plattenfirma Lithium zu schicken.
Sein erstes Album Monde pour n'importe qui wurde 1996 von Lithium veröffentlicht, es zeichnet sich durch eine Mischung elektronischer Musik, Pop und gesprochenen und gesungenen Texten aus. Es erhielt gute Kritiken, insbesondere von der Zeitschrift Les Inrockuptibles.
Er zog anschließend nach Quebec und nahm dort das Doppelalbum La nuit éclaire le jour qui suit auf mit einer rauheren 1. Seite und einer ruhigeren, rein instrumentalen 2. Seite. Er erschuf sich eine Kunstfigur und Alter Ego „Herri-Kopter“, die regelmäßig auf seinen Alben erscheint, wie etwa auf Chez Herri Kopter.
Sein Album Le Vrai et le Faux aus dem Jahr 2010 bezeichneten Les Inrockuptibles als “seltsamen französischen Chanson” (französisch: étrange chanson française).
Das Album Une île erschien 2015.
Jérôme Minière hat bereits mit mehreren Vertretern der Nouvelle scene francaise zusammengearbeitet, wie etwa Katerine, Albin de la Simone und Dominique A.
Für die Sängerin Françoiz Breut schrieb er einen Teil der Lieder ihres Albums Vingt à trente mille jours, im Jahre 2013 brachten sie eine Split-Single heraus, bei der sich auf jeder Seite eine Coverversion des jeweils anderen Künstlers befindet.
Auf dem Album Chez Herri Kopter sind verschiedene Gastsänger zu hören, darunter die Sängerin Lhasa de Sela, die zu dieser Zeit ebenfalls in Montreal wohnte.
In Deutschland ist er hauptsächlich durch die Le-Pop-Compilations des gleichnamigen Kölner Labels bekannt, auf denen seit 2001 Interpreten der Nouvelle scène française vorgestellt werden.
Das Label veröffentlichte auch einige seiner Alben und organisierte Konzerte mit ihm in Deutschland.
Er gewann mehrmals einen Prix Félix, die bedeutendste Musikpreisverleihung von Musikern aus für alle Musiker aus Québec.

## Diskografie
- 1996: Monde pour n'importe qui
- 1998: La nuit éclaire le jour qui suit
- 2001: Jérôme Minière présente Herri Kopter
- 2002: Petit cosmonaute
- 2004: Jérôme Minière chez Herri Kopter
- 2005: Herri Kopter au Grand Théâtre
- 2007: Cœurs
- 2010: Le Vrai Le Faux
- 2013: Jérôme Minière danse avec Herri Kopter
- 2015: Une île
- 2018: Dans la forêt numérique
- 2019: Une clairière
- 2020: Cancionero de Palacios ( EP instrumental )